# Thespieus abativa
Thespieus abativa är en fjärilsart som beskrevs av Jose Francisco Zikán 1938. Thespieus abativa ingår i släktet Thespieus och familjen tjockhuvuden. Inga underarter finns listade i Catalogue of Life.